# Петър Караангов
Петър Киров Караангов е български поет, главен секретар на Съюза на българските писатели между 1989 и 1991 г.

## Биография
Роден е на 11 ноември 1931 година в град Свети Врач, днес Сандански, в семейство на бежанци от Егейска Македония. Завършва гимназия в родния си град, полувисш Държавен библиотекарски институт (1952) и българска филология в Софийския университет „Климент Охридски“ (1957). Работи като библиотекар в читалищната библиотека в Сандански (1952-53), като коректор в издателство „Български писател“ (1958), като редактор на сп. „Пламък“ (1963-64), като главен редактор на издателство „Български писател“ (1964-68) и в Студията за игрални филми „Бояна“ (1968-71). Той е директор на Народната библиотека „Кирил и Методий“ (1983-89) и главен секретар на Съюза на българските писатели (1989-91).
Умира на 16 ноември 2020 г.

## Награди и отличия
Носител е на Националната Вазова награда (1999), Националната литературна награда „Изворът на белоногата“ (Харманли) (2010), на Годишната награда на СБП за поезия (2011).
През 2011 г. е удостоен с орден „Стара планина“.
Почетен гражданин е на родния си град Сандански.